# أسبوع موضة لاكمي
أسبوع موضة لاكمي (بالإنجليزية: Lakmé Fashion Week)‏ هو حدث أزياء نصف سنوي يقام في مومباي. يقام عرض المنتجع الصيفي في أبريل بينما يقام عرض الشتاء الأحتفالي في أغسطس.

## التاريخ
أول حدث اقام عام 1999.

## الأنشطة
يعتبر واحد من أهم أحداث الموضة في الهند. إلى جانب أسبوع الموضة في الهند التابع لمؤسسة FDCI وأسبوع الهند المدرج. يتم تشغيله وتنظيمه بشكل مشترك من قبل ماركة لاكمي ، و IMG Reliance Limited ، حيث تكون لاكمي هي الراعي الرئيسي للحدث.
وقد شاركت فيه عارضات ازياء عالميات مثل ناعومي كامبل ونجوم السينما الهندية مثل ديبيكا بادكون وماليكا أرورا خان وأرجون رامبال. تشمل العلامات العالمية التي شاركت في أسبوع موضة لاكمي هم لويس فويتون ودولتشي آند غابانا وروبرتو كافالي. من بين المصممين الهنود، أجاي كومار ومانيش مالهوترا وروهيت بال وتارون تاهيلياني وريتو بيري شاركوا في الحدث. كان الحدث له دور كبير في توسع وزيادة شهرة عدة مصممين أبرزهم سابياساشي موخيرجي.
كانت كارينا كابور ، جاكلين فيرنانديز ، سوشميتا سين ، بريانكا شوبرا ، ديبيكا بادكون وليزا هايدون من أبرز من ظهروا على منصة العرض حتى الآن.

## وصلات خارجية
- الموقع الرسمي